# Nationale Nieuwsquiz
De Nationale Nieuwsquiz was een Nederlands televisieprogramma dat eenmaal per jaar werd uitgezonden door de NCRV. Het programma werd in 1995 bedacht door Jan Fillekers en Henk van der Horst. In het programma werd teruggeblikt op het nieuws van het afgelopen jaar in de vorm van een quiz. Het programma werd gepresenteerd door Mieke van der Weij en Harm Edens (hij volgde in 2007 Harmen Siezen op). 
Op 29 december 2009 werd het programma voor het laatst uitgezonden. Gerdi Verbeet, voorzitter van de Tweede Kamer, was net als het voorgaande jaar het jurylid. Dit was geheel in de traditie van de vorige veertien edities van de nieuwsquiz. De voormalige Kamervoorzitters Wim Deetman, Jeltje van Nieuwenhoven en Frans Weisglas gingen haar voor. 

## Lijst van winnaars Nationale Nieuwsquiz
- 2009: Frank Lammers
- 2008: Jeroen Dijsselbloem
- 2007: Minke Booij
- 2006: Diederik Samsom
- 2005: Diederik Samsom
- 2004: Frits Wester (omstreden, omdat hij ten minste 1 vraag vooraf geweten zou hebben)
- 2003: Joost Karhof
- 2002: Dione de Graaff
- 2001: Edwin Pasveer, RTV-Noord
- 2000: Marcel Ermers, redacteur NCRV op 1
- 1999: Rick Nieman
- 1998: Annet Lenderink, bedrijfsarts
- 1997: Wouke van Scherrenburg
- 1996: Bernardo van Olst, leerling-journalist
- 1995: Paul Rosenmöller

## Nationale nieuwsquiz opRadio 1
Op NPO Radio 1 wordt als onderdeel van Spraakmakers omstreeks 11:25 een nieuwsquiz onder deze naam gespeeld. Elke werkdag is er een deelnemer en op vrijdag blijkt wie de winnaar is; bij gelijkspel volgt een shoot-out.

## Soortgelijke televisieprogramma's
Sinds 2012 wordt door BNN (later BNNVARA) elk jaar een Nationale Test uitgezonden, waarbij verschillende groepen worden getest op hun kennis over het afgelopen jaar. Tijdens de test kunnen kijkers ook zelf hun eigen kennis over het afgelopen jaar testen. De laatste Nationale Test over een bepaald jaar ging over 2022.
Op 26 december 2019 werd De Nationale Non-Nieuwsquiz 2019 uitgezonden, een quiz van BNNVARA waarin hilarische, opmerkelijke en belachelijke berichten die Jack Spijkerman had verzameld het uitgangspunt vormden. De vragen werden gesteld door het cabaretduo Van der Laan & Woe.
Begin 2021 werd het format van het satirische programma RTL Exclusief op RTL 4 gewijzigd in een nieuwsquiz, waarbij teams verschillende vragen over soms bizarre nieuwsfeiten moesten beantwoorden en ontdekken wat hiervan echt gebeurd was.

## De Nieuwsquiz 2023 op RTL 4
In 2023 werd een aangepaste vorm van de quiz uitgezonden op RTL 4 onder de titel De Nieuwsquiz 2023, gepresenteerd door Daphne Lammers en Beau van Erven Dorens. De quiz bestaat uit drie afleveringen die op drie achtereenvolgende dagen worden uitgezonden in de laatste week van het jaar. Er wordt met drie teams gespeeld en de winnende teams uit de eerste twee afleveringen strijden dan in de laatste aflevering om de titel van 'Nieuwskenner van het jaar'. In 2023 won Joep van der Spek, die in de finale tegen zijn vader Kees van der Spek speelde.